# Teletex

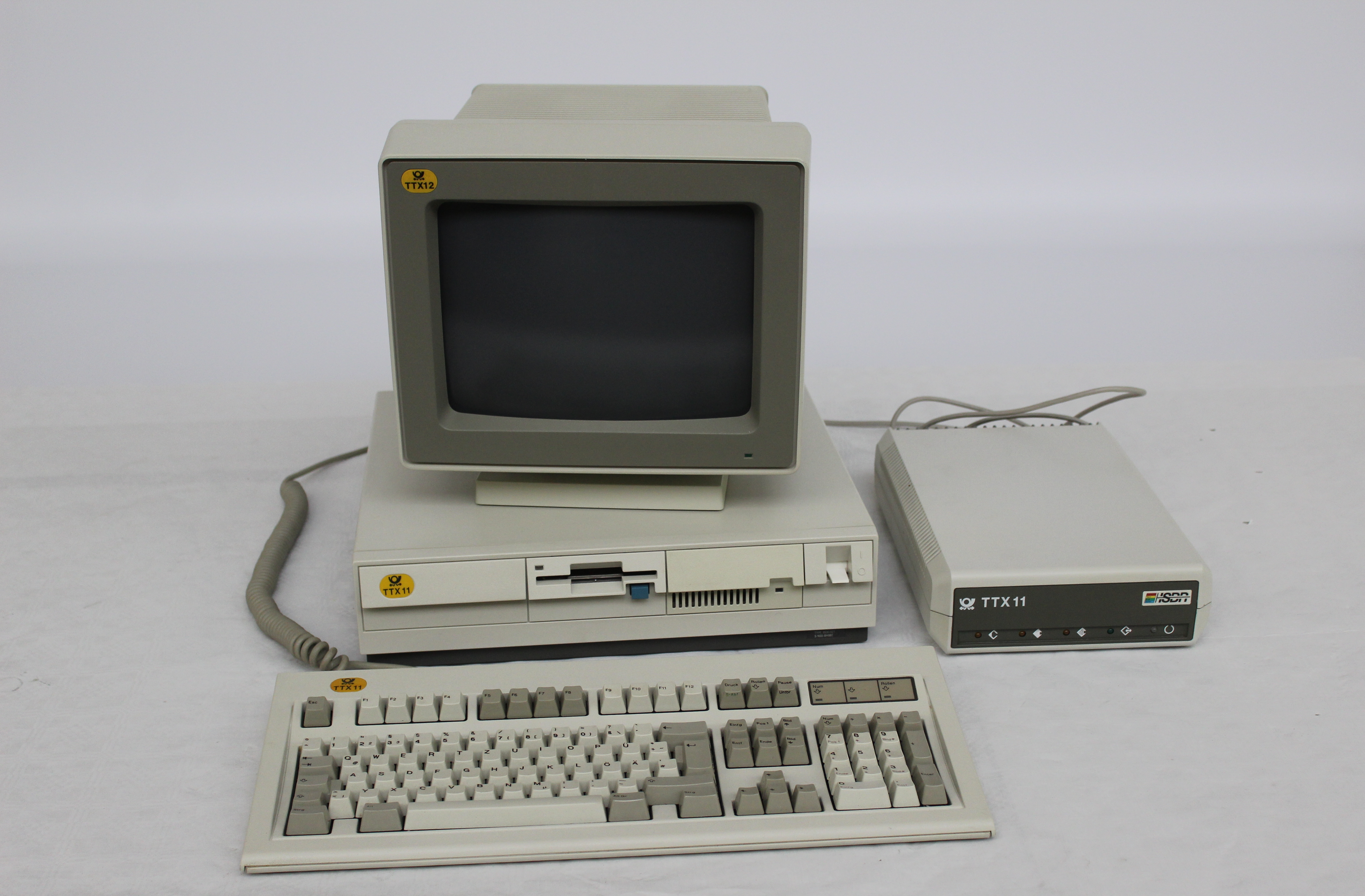
Teletex-Endgerät TTX-11

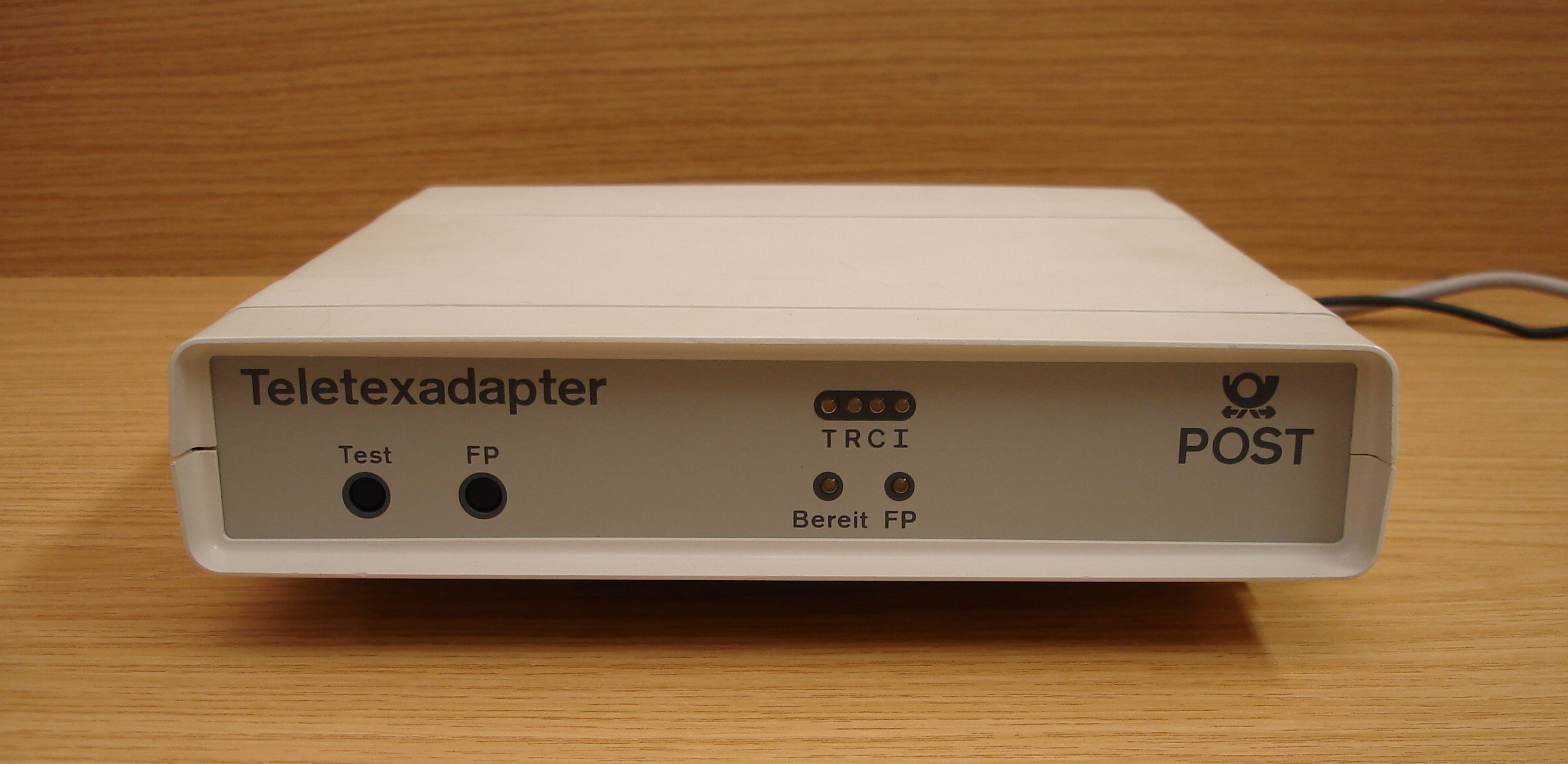
Terminaladapter zum Anschluss eines Teletex-Endgerätes an ISDN

Der Teletex-Dienst war ein international standardisierter Textkommunikationsdienst für die Übermittlung von Texten mit einer Geschwindigkeit bis zu 2400 Bit/s. In der Bundesrepublik Deutschland wurde Teletex von 1981 bis 1993 angeboten, als Übertragungsnetz wurde Datex-L, Datex-P und ISDN genutzt. Der Teletex-Dienst war eine Weiterentwicklung des Telex- bzw. Fernschreibdienstes und mit diesem weitgehend kompatibel.
Statt des 5-bit-Telex-Zeichensatzes, der keinen Unterschied zwischen Groß- und Kleinbuchstaben kennt, wurde ein 332 Zeichen umfassender, in 8 Bits dargestellter Zeichensatz verwendet, mit dem man alle in Europa gebräuchlichen Sprachen korrekt schreiben kann, die zur Einführungszeit (1981) das lateinische Schriftsystem verwendeten. Von der ISO wurde dieser Zeichensatz als ISO 6937 normiert, vom CCITT der ITU als CCITT T.61.

## Geschichte
Teletex (Abkürzung: Ttx) sollte allgemein den Telex-Dienst ablösen, der mit ca. 50 Bit/s nicht mehr zeitgemäß schnell war. Teletex-Endgeräte waren eine Vereinigung aus elektronischer Telex- und Schreibmaschine in einem Gerät. In der Bundesrepublik Deutschland wurde der Dienst von der Deutschen Bundespost 1981 eingeführt und bereits 1993 wieder eingestellt. Anfang 1986 gab es in der Bundesrepublik Deutschland rund 12.600 Teletex-Teilnehmer. Mit einem Teletex-Telex-Umsetzer (TTU) war der Dienstübergang für die Nachrichtenübertragung zwischen Teletex- und Telex-Anschlüssen möglich. Das bedeutet, dass von einem Telex-Gerät oder Fernschreiber aus Nachrichten an ein Teletex-Gerät geschickt werden konnten und umgekehrt.
Der Teletex-Dienst hat sich aus mehreren Gründen nicht auf dem Markt durchgesetzt:
- Obwohl die Werbung eine Büromaschine versprach, konnte man nur hochkant schreiben und keine Tabellen erstellen.
- Bei Verwendung von Textattributen konnte die volle Zeilenlänge nicht benutzt werden. Wie viel abzuziehen war, wurde nirgendwo angegeben.
- Die kombinierten Zeichen wurden mit Hilfe der Type „.“ erstellt. Das Schriftbild war dadurch uneinheitlich. Nach einer Weile brach die Type ab.
- Die auf Teletex spezialisierten Schreibmaschinen waren teuer. Statt dieser Geräte setzten sich zunehmend PCs durch. Diese PCs oder zwischengeschaltete Empfangsboxen mussten allerdings hohe Anforderungen erfüllen, z. B. Tag und Nacht erreichbar sein, was auch diese Variante teuer machte.
- Telefax-Geräte ermöglichten es, jede beliebige Nachricht als Bild zu übertragen. Damit fielen die Einschränkungen des Zeichensatzes weg. Es konnte Vorhandenes verschickt werden (auch Formulare und Prospekte) und es musste nichts abgetippt werden. Die Geräte waren erschwinglich, Faxverkehr entwickelte sich zum Standard im Geschäftsverkehr und wurde auch von jenen genutzt, die sich nie einen Fernschreiber angeschafft hätten.
- Ab Ende der 1980er-Jahre begann die E-Mail ihren Siegeszug als Kommunikationsmittel, erst noch zögerlich, aber ab Anfang der 1990er-Jahre im breiten Einsatz. Sie bedeutete wesentlich geringere Kosten und Geräteaufwendungen im Vergleich mit Teletex sowie schnell steigenden Funktionsumfang wie Dateianhänge sogar bis hin zu Ton und Video (der Commodore Amiga war schon seit 1986 als „Multimedia-Computer“ im Verkauf), was Teletex nicht bieten konnte.

## Teletex-Endgeräte
Das meistgenutzte Teletex-Endgerät in Deutschland war mit mehreren tausend Einheiten das T4200 der Siemens AG. Das Gerät vereinte die Funktionen einer normalen Schreibmaschine, einer Speicherschreibmaschine mit Wechselspeicher und Bildschirm, eines Teletex-Endgerätes und eines Fernschreibers.
Die Firma Commodore brachte in Deutschland auch ein Teletex-fähiges System aus einem Commodore-Rechner, einer Anschlussbox mit eingebautem Steuercomputer, einer speziell erweiterten Textverarbeitung und einem angepassten Typenraddrucker CBM 8229 heraus. Die Verkaufszahlen erreichten nicht einmal 20 Stück, und das Projekt wurde bald wieder eingestellt.
Die Olivetti ET 351 TTX war ein auf einer Typenrad-Schreibmaschine der ersten Generation der Olivetti ET Serie basierender Textverarbeitungsautomat mit zwei 5,25-Zoll-Diskettenlaufwerken. Das eine startete das proprietäre Betriebssystem der Maschine und konnte zum Speichern von Dokumenten der Textverarbeitung verwendet werden, das andere war für den Teletexempfang reserviert und für den Anwender nicht zugänglich. Die ET 351 TTX war im Gegensatz zur Normalversion, der ET 351, zumeist mit einem Endlosdruckpapier-Traktor ausgestattet. Diese Maschine hatte 1982 einen Einstiegspreis von über 14.000 DM, was etwa dem Anschaffungspreis eines PKW der Mittelklasse entsprach. Die Grundgebühr betrug 200 DM, wozu noch Übertragungskosten kamen. Da das Gerät nicht ausgeschaltet werden durfte, heizte es den Raum auf wie etwa drei Personen.
Teletex-Endgeräte sind in der CCITT-Empfehlung T.60 normiert.

## Unterschiede zwischen Teletex und dem Telex-Dienst
Die Konzeption des Teletex-Dienstes sah folgende Leistungsmerkmale vor:
- Statt des Telex-Zeichensatzes (Baudot-Code) wurde ein Teletex-Zeichensatz definiert, der Texte in praktisch allen europäischen Sprachen korrekt darstellen konnte. Anders als in der in ISO 8859 definierten Familie von 8-bit-Zeichensätzen, die für jede Gruppe von Sprachen eine andere Codierung vorsehen, sieht der Teletex-Zeichensatz T.61 insgesamt 14 kombinierende Zeichen vor, die keinen Vorschub der Schreibposition bewirken, sodass das folgende Zeichen mit diesem diakritischen Zeichen kombiniert wird. So können insgesamt 332 Zeichen darstellt werden.
- Teletex-fähige Schreibmaschinen konnten über zumeist einzeilige Textdisplays oder einen Bildschirm, Editiermöglichkeiten und Zwischenspeicherung verfügen und die Teletex-Nachrichten zu definierbaren Zeitpunkten automatisch verschicken. Sie konnten die Form eines maschinengeschriebenen Briefes bekommen, was beim Telex-Dienst nicht möglich war.
- Teletex-Endgeräte wie die Olivetti ET 351 TTX führten auch eine Textkonvertierung zwischen für Telex-Endgeräte nicht druckbaren Währungssymbolen in ihre aus Buchstaben bestehenden Abkürzungen durch, z. B. „$“ nach „USD“ oder „£“ nach „GBP“.
- Die Teletex-Nachrichten wurden mit wesentlich höherer Übertragungsrate verschickt als die Telex-Nachrichten. Teletex-Geräte konnten untereinander mit einer Geschwindigkeit von 2400 Bit/s senden und empfangen. Das entsprach der Übertragung einer DIN-A4-Seite in ca. 10 Sekunden.
- Die Fehlerrate war um den Faktor 10 besser als beim Telex-Dienst.